# Podischnus oberthueri
Podischnus oberthueri är en skalbaggsart som beskrevs av Sternberg 1907. Podischnus oberthueri ingår i släktet Podischnus och familjen Dynastidae. Inga underarter finns listade i Catalogue of Life.